# II symfonia Beethovena
II symfonia D-dur op. 36 Ludwiga van Beethovena powstała w latach 1798–1802, głównie podczas pobytu kompozytora w podwiedeńskim Heiligenstadt. Premiera miała miejsce 5 kwietnia 1803 r. w Wiedniu.
Beethoven zaczął pisać szkice do tej symfonii co najmniej na 3 lata przed jej ukończeniem.
Należy do schyłku pierwszego, wczesnego okresu twórczości Beethovena. Choć skomponowana w tragicznym dla kompozytora okresie, w którym zdał on sobie sprawę, że jego głuchota nasila się i prawdopodobnie nie zostanie wyleczona, II symfonia jest jedną z najradośniejszych w jego dorobku; dzieło skrzy się dowcipem, choć zawiera także momenty dramatyczne, charakterystyczne dla Beethovena zwłaszcza w latach późniejszych. 

## Skład orkiestry
- 2 flety
- 2 oboje
- 2 klarnety
- 2 fagoty
- 2 waltornie
- 2 trąbki
- kotły
- smyczki

## Forma
Symfonia składa się ze standardowych 4 części; część I poprzedzona jest rozbudowanym wolnym wstępem.
1. Adagio molto (metrum 3/4) — Allegro con brio (metrum 4/4),
2. Larghetto (metrum 6/8),
3. Scherzo. Allegro (metrum 3/4),
4. Allegro molto (metrum 2/2)